# Învățământ superior

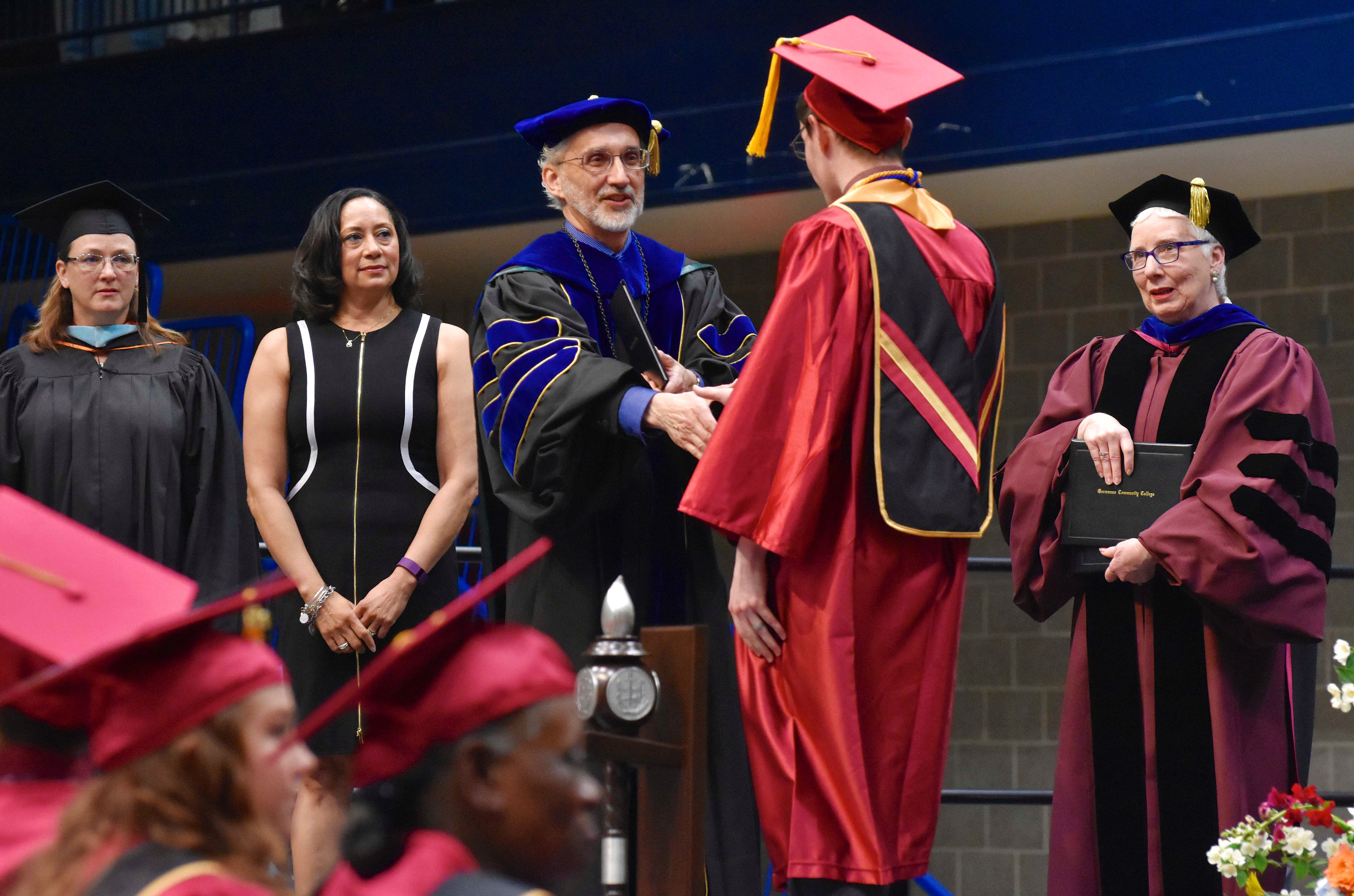
Un absolvent de studii universitare primește o diplomă în timpul unei ceremonii de absolvire.

Învățământul superior este învățământul terțiar care duce la acordarea unei diplome universitare. Învățământul superior, denumit și învățământ universitar, nivel III sau învățământ terțiar, este o etapă finală opțională a învățării formale care are loc după terminarea învățământului secundar. Reprezintă nivelele 6, 7 și 8 din versiunea din 2011 a structurii standard internaționale de clasificare a educației. Educația terțiară la un nivel superior este uneori denumită educație ulterioară sau educație continuă, distinctă de învățământul superior.
Dreptul de acces la învățământul superior este menționat într-o serie de instrumente internaționale pentru drepturile omului. Pactul internațional al ONU pentru drepturile economice, sociale și culturale din 1966 declară, la articolul 13, că „învățământul superior trebuie să fie la fel de accesibil tuturor, pe baza capacității, prin toate mijloacele adecvate, în special prin introducerea progresivă a educației gratuite". În Europa, articolul 2 din Primul Protocol la Convenția Europeană a Drepturilor Omului, adoptat în 1950, obligă toate părțile semnatare să garanteze dreptul la educație.
De la cel de-Al Doilea Război Mondial, multe țări dezvoltate și multe în curs de dezvoltare au crescut participarea grupului de vârstă care studiază în mare parte învățământul superior de la rata de elită, de până la 15%, până la rata de masă de la 16 la 50%. În multe țări dezvoltate, participarea la învățământul superior a continuat să crească spre universal sau, după cum a numit Trow, acces deschis, unde peste jumătate din grupul de vârstă relevant participă la învățământul superior. Învățământul superior este important pentru economiile naționale, atât ca industrie, în sine, cât și ca sursă de personal instruit și educat pentru restul economiei. Lucrătorii educați la universitate au o primă salarială măsurabilă și sunt mult mai puțin susceptibili să devină șomeri decât lucrătorii mai puțin educați.

## Legături externe
- Association for the Study of Higher Education
- American Educational Research Association
- Center for Higher Education Policy Studies
- World Bank Tertiary Education Arhivat în 22 mai 2000, la Wayback Machine.
- college.gov - U.S. Department of Education
- Accrediting Counsel for Independent Colleges and Schools Arhivat în 6 mai 2020, la Wayback Machine.
- "College, Inc.", PBS FRONTLINE documentary, May 4, 2010
- College Parents Matter ("Tools and scripts to improve communication with your college student")